# سلام‌علیک (شهرستان اوزکند)
سلام‌علیک (به لاتین: Salamalik) یک منطقهٔ مسکونی در قرقیزستان است که در شهرستان اوزکند واقع شده‌است. سلام‌علیک ۱٬۵۸۸ نفر جمعیت دارد و ۱٬۲۸۸ متر بالاتر از سطح دریا واقع شده‌است.